# Прато Чезарино (Латина)
Прато Чезарино је насеље у Италији у округу Латина, региону Лацио.
Према процени из 2011. у насељу је живело 36 становника. Насеље се налази на надморској висини од 26 м.